# Canton hui de Shihuiyao
Pour les articles homonymes, voir Shihuiyao.
Le canton hui de Shihuiyao (chinois simplifié : 石灰窑回族乡 ; chinois traditionnel : 石灰窯回族鄉 ; pinyin : shíhuīyáo huízú xiāng est un canton situé dans le District de Ping'an, préfecture de Haidong, province du Qinghai (Khokhonor en Mongol).
Il est composé de :
- Shihuiyao cun (石灰窑村)
- Yima cun (宜麻村)
- Yelong cun (业隆村)
- Liming cun (黎明村)
- Yangposhan cun (阳坡山村)
- Yaozhuang cun (窑庄村)
- Chuchugou cun (处处沟村)
- Hongya cun (红崖村 aussi appelé Taktser (tibétain སྟག་འཚེར།, Wylie : stag ’tsher, pinyin tibétain : Dagcêr)
- Xiahetan cun (下河滩村)
- Tanglongtai cun (唐隆台村)
- Shangtanglong cun (上唐隆村)
- Shangqutai cun (上法台村)
- Xiaqutai cun (下法台村)
- Shiguashi cun (石卦寺村)